# Chercq
Chercq is een dorp in de Belgische provincie Henegouwen, en een deelgemeente van de Waalse stad Doornik. Chercq was een zelfstandige gemeente, tot die bij de gemeentelijke herindeling van 1977 toegevoegd werd aan de gemeente Doornik.

## Bezienswaardigheden
- Diverse restanten van kalkovens.
- Overblijfselen van de Kartuizerabdij gesticht in 1375 en gesloopt tijdens de Franse Revolutie. Slechts enkele muurresten bleven over. In 1806 werd hier een neoclassicistisch kasteeltje gebouwd waarvan de ingangspaviljoens werden bewaard.
- De Sint-Andreaskerk (Église Saint-André) van 1772-1776, vergroot in dezelfde stijl omstreeks 1850. Voorgevel en toren verwoest in 1918 en herbouwd in 1922.
- Resten van de Abdijkerk van de Abdij van Saint-Nicolas-des-Prés, gesticht in 1125, herhaaldelijk verwoest en herbouwd.
- De Moulin des Sottises, een windmolenrestant.
- Op het kerkhof van Chercq bevinden zich 30 Britse oorlogsgraven uit beide wereldoorlogen

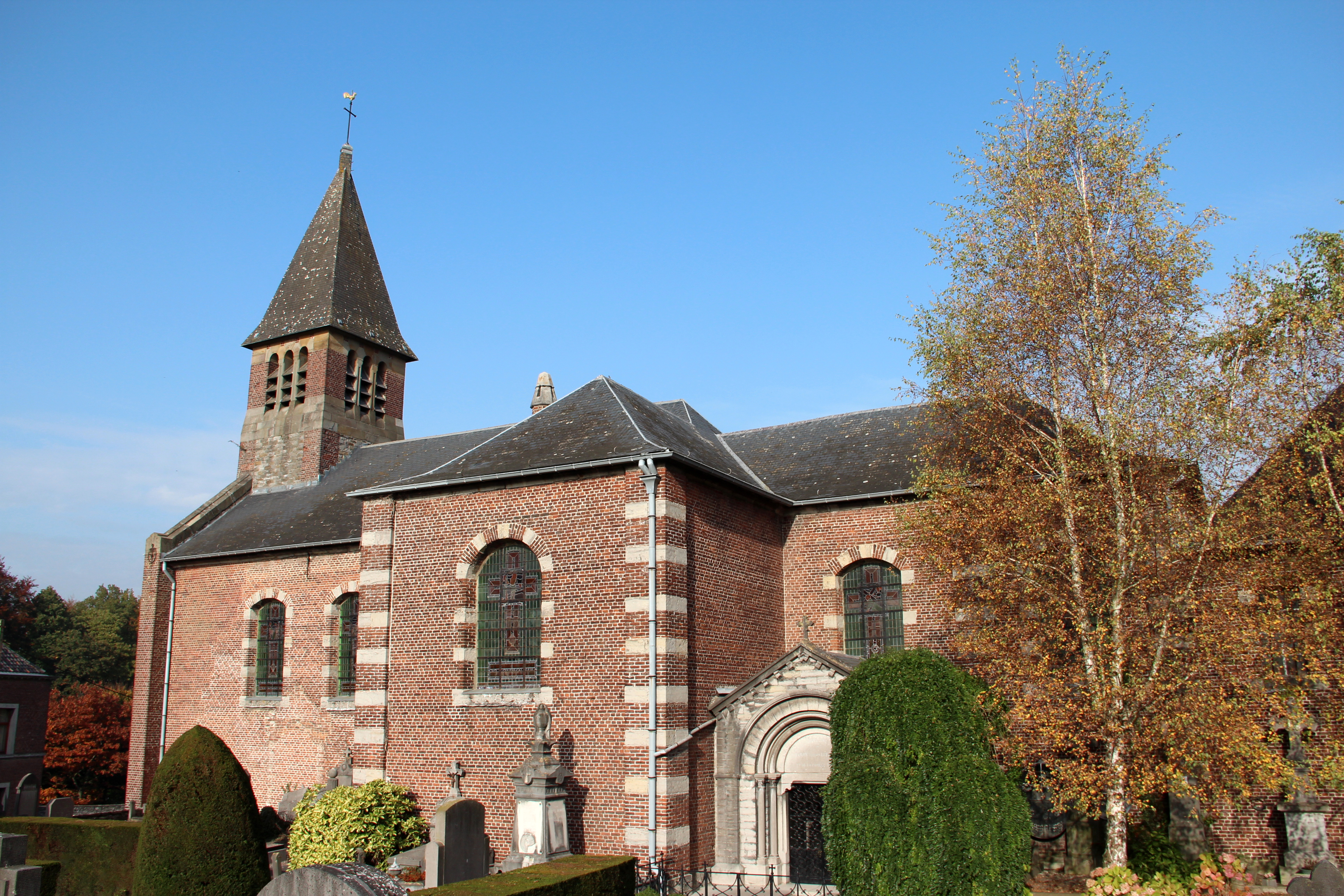
Sint Andreaskerk

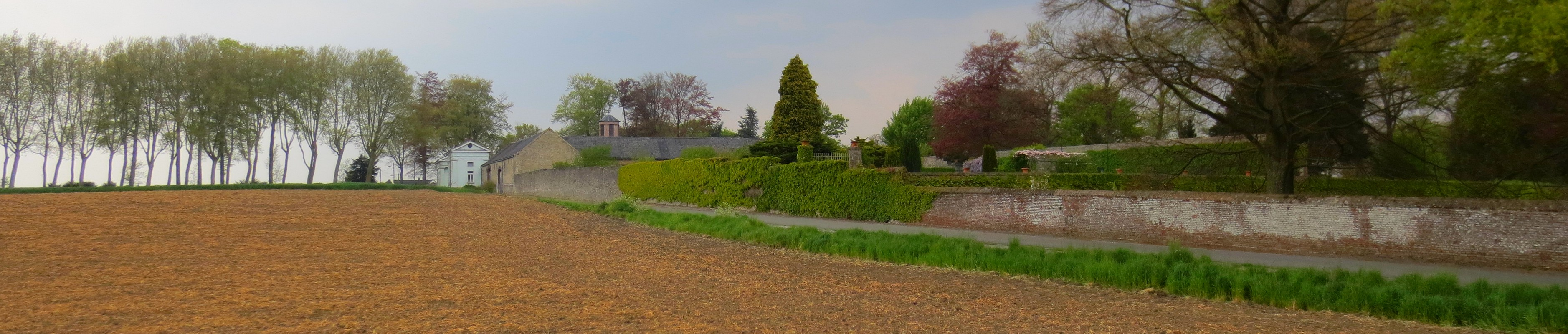
Chercq

## Natuur en landschap
Chercq ligt aan de Schelde. Hier werd kalksteen gewonnen. De hoogte varieert van 15-46 meter.

## Demografische ontwikkeling
- Bronnen:NIS, Opm:1831 tot en met 1970=volkstellingen

## Nabijgelegen kernen
Doornik, Vaulx, Calonne, Saint-Maur